# Necmi Perekli
Necmi Perekli (né le 23 avril 1947 à Gümüşhane) est un joueur de football turc, qui jouait en tant qu'attaquant.

## Biographie
Necmi jouera tout d'abord pour Trabzonspor dans les années 1970, devenant le premier joueur du club à finir gol kralı (le roi du but), titre du meilleur buteur du championnat de Turquie. Il inscrira 18 buts en 22 matchs lors de la saison 1976-77, les aidant par la même occasion à tenir leur titre obtenu pour la première fois de leur histoire la saison précédente. 
Il a également joué pour Giresunspor (1972–1973), Beşiktaş JK (1973–1974) et Altay SK (1974–1975).
Il travaille actuellement comme journaliste sportif pour le journal Fanatik, journal sportif turc.